# جنگ‌های ایران و گورکانیان هند
جنگ‌های ایران و گورکانیان هند سلسله نبردهایی هستند که بین دولت‌های ایران در دوره صفویه و افشاریه با پادشاهی گورکانی هند درگرفت.

## جنگ کرنال هند
جنگ کرنال جنگی است که لشکر نادرشاه در مسیر فتح دهلی در شهر کرنال با لشکر محمد شاه پادشاه هند روبرو شدند این جنگ به شکست و اسارت امپراتور هند منجر شد. جنگ کرنال یا کارنال (۵ اسفند ۱۱۱۷، ۱۵ ذی‌القعده ۱۱۵۱، ۲۴ فوریه ۱۷۳۹) نام نبردی است که طی آن نادرشاه افشار هندوستان را فتح کرد. دلیل وقوع این جنگ، فرار افغان‌های یاغی به هندوستان، و عدم تسلیم ایشان توسط محمدشاه گورکانی اعلام شد.